# Bystrzyca (powiat lwówecki)
Bystrzyca (niem. Wiesenthal) – wieś w Polsce położona w województwie dolnośląskim, w powiecie lwóweckim, w gminie Wleń, na pograniczu Pogórza Kaczawskiego i Gór Kaczawskich w Sudetach.

## Podział administracyjny
W latach 1945–1954 siedziba gminy Bystrzyca. W latach 1954–1959 wieś należała i była siedzibą władz gromady Bystrzyca, po jej zniesieniu w gromadzie Wleń. W latach 1975–1998 miejscowość należała administracyjnie do województwa jeleniogórskiego.

## Nazwa
W dokumencie z 1217 roku wydanym przez biskupa wrocławskiego Lorenza miejscowość wymieniona jest w zlatynizowanej formie „Bistric”.

## Przyroda
We wsi rośnie drugi pod względem wieku cis pospolity w Polsce - cis z Bystrzycy.

## Zabytki
Do wojewódzkiego rejestru zabytków wpisane są:
- kościół ewangelicki, obecnie rzymskokatolicki filialny pw. Matki Boskiej z Lourdes, z XVI w., 1772 r.
- dwór, obecnie dom nr 31A, Z XVII w., z drugiej połowy XIX w.
- spichrz w dawnym folwarku „Nieder Hof”, z drugiej połowy XVIII w.